# Timycha
Timycha (altgriechisch Τιμύχα) war der legendenhaften Überlieferung zufolge eine aus Sparta stammende Pythagoreerin, die im 4. Jahrhundert v. Chr. in Unteritalien lebte. Wegen ihrer Standhaftigkeit wurde sie als Heldin verherrlicht. Ob es sich um eine historische Gestalt oder um eine literarische Fiktion handelt, ist unklar. Da ihr Ehemann Myllias nach einer anderen Überlieferung ein Zeitgenosse des Philosophen Pythagoras war, also im 6. Jahrhundert v. Chr. lebte, handelt es sich bei Myllias und Timycha möglicherweise um zwei historische Persönlichkeiten des 6. Jahrhunderts, die von der Legende in eine spätere Zeit versetzt wurden.
Timycha kommt in den Lebensbeschreibungen des Pythagoras vor, welche die Neuplatoniker Porphyrios und Iamblichos verfassten. Die Pythagoras-Biographie des Porphyrios ist unvollständig erhalten, der Schluss fehlt; die Erzählung von Timycha beginnt am Ende des überlieferten Textes und bricht schon mitten im ersten Satz ab. Bei Iamblichos hingegen ist die Legende ausführlich wiedergegeben. Beide Autoren berufen sich auf den Philosophiegeschichtsschreiber Hippobotos und auf Neanthes von Kyzikos, deren Berichte verloren sind. In seiner Liste der bedeutendsten Pythagoreerinnen nennt Iamblichos Timycha an erster Stelle.
Die Legende von der Spartanerin Timycha und ihrem Gatten Myllias aus Kroton ähnelt derjenigen von Damon und Phintias. Beide Erzählungen verherrlichen den Mut und die Treue der standhaften Pythagoreer, die von einem Tyrannen auf die Probe gestellt werden und auch angesichts des Todes bzw. der Folter nicht daran denken, von ihren Grundsätzen abzuweichen. Der finstere Gegenspieler der pythagoreischen Helden ist in beiden Fällen der Tyrann Dionysios II. von Syrakus (367–357 und 346–344 v. Chr.). Er versucht die Pythagoreer zum Verrat zu verführen und will sich ihnen als Freund aufdrängen. Im Gegensatz zum letztlich unblutigen Verlauf bei Damon und Phintias handelt es sich bei Myllias und Timycha um eine Schauergeschichte.
Iamblichos gibt die Geschichte folgendermaßen wieder. Dionysios war mit seinen Versuchen, Pythagoreer als Freunde zu gewinnen, gescheitert, da er als Tyrann den charakterlichen Anforderungen für die Aufnahme in einen pythagoreischen Freundschaftsbund nicht genügte. Darauf versuchte er es mit Gewalt; er wollte Pythagoreer festnehmen und einschüchtern, um sie willfährig zu machen. Er beauftragte eine Truppe von dreißig Mann, einer Schar von etwa zehn Pythagoreern, die von Tarent nach Metapont unterwegs waren, in einem Hinterhalt aufzulauern und sie gefangen zu nehmen. Die überfallenen Pythagoreer sahen, dass Widerstand aussichtslos war, und flohen. Sie wären beinahe entkommen, doch gelangten sie auf der Flucht an ein Bohnenfeld. Da sie wegen eines religiösen Tabus keine Bohnen berühren durften, war ihnen damit der Fluchtweg versperrt. Darauf kämpften sie gegen die Überzahl der Feinde, bis sie alle tot waren; keiner ergab sich. Auf dem Heimweg stießen die Männer des Tyrannen auf Myllias und Timycha, die hinter den anderen Pythagoreern zurückgeblieben waren, weil Timycha hochschwanger war und nur langsam gehen konnte. Sie nahmen die beiden gefangen und brachten sie zu Dionysios. Das Paar lehnte alle Vorschläge des Tyrannen – sogar Beteiligung an seiner Herrschaft – ab. Sie weigerten sich auch, ihm den Grund für das Bohnentabu, der zum Geheimwissen gehörte, zu nennen. Darauf ließ Dionysios die beiden trennen, denn er hoffte, die schwangere Frau unter der Folter zum Reden zu bringen. Timycha biss sich aber die Zunge ab und spuckte sie vor dem Tyrannen aus. Damit wollte sie der Gefahr vorbeugen, dass sie unter der Folter doch schwach würde.
Die Geschichte verbindet verschiedene Elemente, die in der Antike als typisch pythagoreisch galten, Aufsehen erregten und die Neugier der Öffentlichkeit weckten: die absolute Verschwiegenheit der Pythagoreer, ihre unbedingte Verlässlichkeit, die Exklusivität ihres Bundes und das mysteriöse Bohnenverbot, über dessen Grund gerätselt wurde. Die Konfrontation philosophisch lebender Menschen mit einem Machthaber war in der Antike ein populärer Stoff.